# Pherbellia terminalis
Pherbellia terminalis är en tvåvingeart som först beskrevs av Walker 1858.  Pherbellia terminalis ingår i släktet Pherbellia och familjen kärrflugor. Inga underarter finns listade i Catalogue of Life.